# 川口博
川口 博（かわぐち ひろし、1947年8月4日 - ）は、日本の政治家。
秋田県鹿角郡小坂町長（5期）、衆議院議員（1期）を歴任した。

## 経歴及び主な業績
1947年、秋田県小坂町に酪農農家の次男として生まれ、地元の高校を卒業後に上京。法政大学工学部での学業の傍ら、学資を稼ぐために世田谷区でラーメン屋の屋台引きなど様々なアルバイトを経験。1984年4月に、秋田県小坂町議会議員に当選し、6年在職。

### 小坂町長時代
その後、1990年4月に小坂町長に初当選。2009年3月12日まで5期を務める。在任中、財団法人秋田県資源技術開発機構理事、全国鉱山所在市町村協議会会長、秋田県鉱山所在市町村協議会会長、地域経済対策自治体協議会副会長、秋田県市町村職員共済組合理事長、秋田県河川治水協会会長を務める。
1990年の小坂町長就任以来、循環型社会の構築を町の理念として掲げてきた。1997年、世界30ヶ国の鉱山関係者に呼びかけ開催した「世界鉱山サミット」にて、鉱山界が循環型社会の構築にどう貢献できるかをうたった「小坂宣言」を世界に発信。それを転機に、資源・エネルギー・リサイクル・観光・福祉・芸術・文化・教育等の個別具体の政策、施策の実施とともに、それらの成果及び方針を、内外の有識者を巻き込んだ観光フォーラム、環境サミット、エネルギーサミットの開催等により、堅実に積み上げつつ総合的な政策として包括的に実現し、小坂町の活性化を進めてきた。
これらの政策の結果、小坂町は住民所得が増加し、一人当たりの市町村民所得（平成18年度秋田県市町村民経済計算）が県内25市町村で第2位まで上昇した。そして、2007年には、法人税収においても、約4.9倍（対1999年比）にまで増加していく事で、地方交付税等に依存しない自立した財源の確保が可能となった。

### 知事選出馬
2009年4月、引退する寺田典城知事の後継を選ぶ秋田県知事選に出馬したが、自民党と社民党が支持する元秋田市長の佐竹敬久に、約5万7000票差で敗れた。

### 衆議院議員時代
2009年8月30日の第45回衆議院議員総選挙において秋田2区より無所属で出馬。同区では民主党は独自候補を立てず、社民党の山本喜代宏を推薦していた。しかし当時の民主党秋田県連総務会長で元大館市議の虻川信一（同選挙の際に離党、その後復党。2011年より秋田県議を務めるも１０年前の選挙で落選）を中心とした民主党秋田県2区総支部の主要幹部が県連および党本部の意向に反して独自候補を模索して川口を擁立（これは、先の知事選で社民党県連が佐竹を支持していたことによる関係悪化が2区支部内で生じたことも関係している）。民主党県連2区支部関係者は川口を実質的『民主党候補』とイメージ付ける戦略を取り、さらには引退した野呂田芳成の支持層も獲得したこともあり、全国的な政権交代の流れの中で川口が無所属ながら小選挙区当選を果たした。
川口は9月16日に開かれた第172回国会で新党日本の田中康夫、新党大地の鈴木宗男とともに院内会派「民主党・無所属クラブ」に入会している。
2009年12月、民主党へ入党はしていないまま、2区支部の立て直しなどの協力を求める意図で、県連の副代表に就任する。
2010年6月21日付けで正式に民主党へ入党した。
2012年12月16日の第46回衆議院議員総選挙に再選を目指して出馬するも落選。
2013年3月8日、同年4月7日投票の小坂町長選挙に無所属で立候補するも、落選。